# Emerson Ferreira da Rosa
Pentru alți fotbaliști cunoscuți ca Emerson, vezi Emerson.
Émerson Ferreira da Rosa (n. 4 aprilie 1976, Pelotas, Rio Grande do Sul, Brazilia), cunoscut simplu ca Emerson, este un fost fotbalist brazilian care activa pe postul de mijlocaș. El a jucat în 73 de meciuri pentru echipa națională de fotbal a Braziliei între 1997 și 2006.

## Goluri internaționale
| Émerson – goluri pentru Brazilia | Émerson – goluri pentru Brazilia | Émerson – goluri pentru Brazilia                          | Émerson – goluri pentru Brazilia | Émerson – goluri pentru Brazilia | Émerson – goluri pentru Brazilia | Émerson – goluri pentru Brazilia                       |
| #                                | Data                             | Stadion                                                   | Oponent                          | Scor                             | Rezultat                         | Competiția                                             |
| -------------------------------- | -------------------------------- | --------------------------------------------------------- | -------------------------------- | -------------------------------- | -------------------------------- | ------------------------------------------------------ |
| 1.                               | 10 septembrie 1997               | Estádio Fonte Nova, Salvador, Brazilia                    | Ecuador                          | 4–1                              | 4–2                              | Meci amical                                            |
| 2.                               | 31 martie 1999                   | Stadionul Național, Tokyo, Japonia                        | Japonia                          | 0–2                              | 0–2                              | Meci amical                                            |
| 3.                               | 30 iunie 1999                    | Estadio Antonio Oddone Sarubbi, Ciudad del Este, Paraguay | Venezuela                        | 2–0                              | 7–0                              | Copa América 1999                                      |
| 4.                               | 23 februarie 2000                | Rajamangala National Stadium, Bangkok, Thailanda          | Thailanda                        | 0–4                              | 0–7                              | Meci amical                                            |
| 5.                               | 23 februarie 2000                | Rajamangala National Stadium, Bangkok, Thailanda          | Thailanda                        | 0–7                              | 0–7                              | Meci amical                                            |
| 6.                               | 30 martie 2005                   | Estadio Centenario, Montevideo, Uruguay                   | Uruguay                          | 1–1                              | 1–1                              | Calificările pentru Campionatul Mondial de Fotbal 2006 |

## Statistici

### Club
|              |                  |              | Campionat | Campionat | Cupă           | Cupă           | Continental    | Continental    | Altele        | Altele        | Total   | Total  |
| Sezon        | Club             | Campionat    | Meciuri   | Goluri    | Meciuri        | Goluri         | Meciuri        | Goluri         | Meciuri       | Goluri        | Meciuri | Goluri |
| Brazilia     | Brazilia         | Brazilia     | Campionat | Campionat | Copa do Brasil | Copa do Brasil | America de Sud | America de Sud | Other         | Other         | Total   | Total  |
| ------------ | ---------------- | ------------ | --------- | --------- | -------------- | -------------- | -------------- | -------------- | ------------- | ------------- | ------- | ------ |
| 1994         | Grêmio           | Série A      | 18        | 2         | 6              | 0              | 4              | 0              |               |               | 28      | 2      |
| 1995         | Grêmio           | Série A      | 11        | 1         | 1              | 0              | 2              | 0              |               |               | 14      | 1      |
| 1996         | Grêmio           | Série A      | 25        | 5         | 5              | 0              | 4              | 0              | 1             | 0             | 35      | 5      |
| 1997         | Grêmio           | Série A      | 0         | 0         | 7              | 0              | 7              | 2              |               |               | 14      | 2      |
| Germany      | Germany          | Germany      | League    | League    | DFB-Pokal      | DFB-Pokal      | Europe         | Europe         | DFB-Ligapokal | DFB-Ligapokal | Total   | Total  |
| 1997–98      | Bayer Leverkusen | Bundesliga   | 25        | 1         | 3              | 0              | 9              | 4              | 1             | 0             | 38      | 5      |
| 1998–99      | Bayer Leverkusen | Bundesliga   | 28        | 5         | 1              | 0              | 3              | 0              | 1             | 0             | 33      | 5      |
| 1999–2000    | Bayer Leverkusen | Bundesliga   | 29        | 5         | 0              | 0              | 8              | 0              | 0             | 0             | 37      | 5      |
| Italy        | Italy            | Italy        | League    | League    | Coppa Italia   | Coppa Italia   | Europe         | Europe         | Supercoppa    | Supercoppa    | Total   | Total  |
| 2000–01      | Roma             | Serie A      | 13        | 3         | 0              | 0              | 1              | 0              | –             | –             | 14      | 3      |
| 2001–02      | Roma             | Serie A      | 28        | 5         | 2              | 0              | 11             | 2              | 0             | 0             | 41      | 7      |
| 2002–03      | Roma             | Serie A      | 31        | 2         | 6              | 3              | 11             | 1              | –             | –             | 48      | 6      |
| 2003–04      | Roma             | Serie A      | 33        | 3         | 1              | 0              | 8              | 2              | –             | –             | 42      | 5      |
| 2004–05      | Juventus         | Serie A      | 33        | 2         | 0              | 0              | 11             | 1              | –             | –             | 44      | 3      |
| 2005–06      | Juventus         | Serie A      | 34        | 2         | 3              | 0              | 9              | 1              | 1             | 0             | 47      | 3      |
| Spain        | Spain            | Spain        | League    | League    | Copa del Rey   | Copa del Rey   | Europe         | Europe         | Supercopa     | Supercopa     | Total   | Total  |
| 2006–07      | Real Madrid      | La Liga      | 28        | 1         | 0              | 0              | 6              | 0              | –             | –             | 34      | 1      |
| Italy        | Italy            | Italy        | League    | League    | Coppa Italia   | Coppa Italia   | Europe         | Europe         | Other         | Other         | Total   | Total  |
| 2007–08      | Milan            | Serie A      | 15        | 0         | 2              | 0              | 3              | 0              | 2             | 0             | 22      | 0      |
| 2008–09      | Milan            | Serie A      | 12        | 0         | 1              | 0              | 5              | 0              | –             | –             | 18      | 0      |
| Brazilia     | Brazilia         | Brazilia     | League    | League    | Copa do Brasil | Copa do Brasil | South America  | South America  | State League  | State League  | Total   | Total  |
| 2009         | Santos           | Série A      | 6         | 0         | –              | –              | –              | –              | 0             | 0             | 6       | 0      |
| Country      | Brazilia         | Brazilia     | 60        | 8         | 19             | 0              | 17             | 2              | 1             | 0             | 97      | 10     |
| Country      | Germany          | Germany      | 82        | 11        | 4              | 0              | 20             | 4              | 2             | 0             | 108     | 15     |
| Country      | Italy            | Italy        | 199       | 17        | 15             | 3              | 59             | 7              | 1             | 0             | 274     | 27     |
| Country      | Spain            | Spain        | 28        | 1         | 0              | 0              | 6              | 0              | —             | —             | 34      | 1      |
| Career Total | Career Total     | Career Total | 369       | 37        | 38             | 3              | 102            | 13             | 4             | 0             | 513     | 53     |

### Brazilia
| Brazilia | Brazilia | Brazilia |
| An       | Meciuri  | Goluri   |
| -------- | -------- | -------- |
| 1997     | 3        | 1        |
| 1998     | 2        | 0        |
| 1999     | 17       | 2        |
| 2000     | 8        | 2        |
| 2001     | 11       | 0        |
| 2002     | 4        | 0        |
| 2003     | 10       | 0        |
| 2004     | 0        | 0        |
| 2005     | 13       | 1        |
| 2006     | 5        | 0        |
| Total    | 73       | 6        |

## Palmares
| Grêmio - Copa do Brasil: 1994, 1997 Finalist: 1995 - Campeonato Gaúcho: 1995, 1996 - Copa Libertadores: 1995 - Cupa Intercontinentală Finalist: 1995 - Recopa Sudamericana: 1996 - Série A: 1996 Roma - Serie A: 2000–01 - Supercoppa Italiana: 2001 Juventus - Serie A: 2004–05, 2005–06 (ulterior revocat din cauza Calciopoli) | Real Madrid - La Liga: 2006–07 Milan - Supercupa Europei: 2007 - Campionatul Mondial al Cluburilor FIFA: 2007 Brazilia - Campionatul Mondial de Fotbal: Vice-campion: 1998 - Copa America: 1999 - Cupa Confederațiilor FIFA: 2005 Finalist: 1999 - Lunar New Year Cup: 2005 |